# リュルツァー
リュルツァー（Lürzer GmbH）は、オーストリアのザルツブルクに本社を置く出版社。
代表誌であるリュルツァーズ・アーカイブは、全世界の最新の広告作品・スタッフリストを網羅する国際誌として各国で購読される。その他国際的に活躍するイラストレーター、フォトグラファーをセレクトしたアニュアルも刊行している。